# 余玠
余玠（生年不詳—1253年），字義夫，號樵隱。蘄州廣濟（今湖北武穴市）人。南宋名將。

## 早期事迹
幼時家貧，就讀滄浪書院、白鹿洞書院。少時不慎於茶館打死人，失學投軍。紹定三年（1230年），組織義軍與金人戰于淮安、高郵、興化間，因功補進義副尉。紹定四年（1231年）冬，赴臨安府稟見丞相史彌遠，授修職郎、经制司準備差遣。紹定六年（1233年）正月，改黃州節度制置使司參議官兼準備差遣。端平元年（1234年）正月，改淮南西路制置使司參議官。十一月，任通判襄陽府事兼京湖安抚制置大使司書寫機宜文字。十二月，丁祖憂，解職守喪。三年（1236年），起復宣教郎、通判襄陽府事兼京西制置使司書寫機宜文字。
嘉熙元年（1237年），趙葵以寶章閣學士知扬州（今属江苏）事兼淮南東路制置使，余玠晋谒，被留置幕府。三月，任將作監主薄、節制 招信軍屯戌軍馬、充淮南東路制置使司參議官。十月，奉趙葵命，提兵解安豐軍之圍。嘉熙二年（1238年）正月，以援安豐軍之功，進官三秩、擢太府寺丞、知招信軍（今安徽嘉山东北）兼淮南東路制置使司参议官。二月，升大理寺丞。嘉熙三年（1239年）三月，進工部郎官。嘉熙四年（1240），余玠親率舟師由泗州入黃河，沿河系由西北上，克宿州。轉戰至東京城下，又至河陰、八柳，焚蒙古舟師、毀橋樑，全師而還。九月，除直華文閣、升任淮南東路提点刑狱公事兼知淮安州事、進官三秩、節制淮安州、招信軍軍馬。十月，節制應天府、泗宿永海邳徐、涟水军等地屯戌軍馬。淳祐元年（1241年）十月，蒙古兵圍安豐軍，奉詔赴援。十一月，以解安豐軍之圍，拜大理寺少卿。二年（1242年）二月，授秘閣修撰、淮南東路安撫制置副使。五月，晉司農寺卿。

## 主政四川
淳祐二年（1242年）六月，余玠晋见宋理宗，愿以恢复四川为己任，升任权工部侍郎、四川宣谕使。从此，领导四川抗战。十二月，又升任權兵部侍郎、四川安抚制置使、兼知重慶府、權總領四川財賦軍馬錢糧、專一報發御前軍馬文字。三年（1243年）四月，權夔州路轉運使。四年（1244年）正月，除華文閣侍制兼四川屯田使。五年（1245年）四月，以职事修举，升宝谟阁直学士。六年（1246年），升权兵部尚书。七年（1247年）五月，升徽猷阁学士。八年（1248年）五月，除兵部尚书。九年（1249年）九月，升宝谟阁学士、四川安抚制置大使。十年（1250年）三月，升龙图阁学士。十月，进官二等。十二年（1252年）正月，升端明殿学士。
当时四川已残破，并经常受到蒙古军的侵扰。余玠到任后，招贤纳士，共商大计。播州人冉璡、冉璞兄弟应召入幕，首先建议于合州（今重庆合川）城东钓鱼山上筑城，并移州治所于钓鱼城。余玠后向朝廷上奏，请授冉氏兄弟官职，诏以冉璡为承事郎、权发遣合州事，冉璞为承务郎、权通判合州事。此前，已修筑多处山城，共相继修筑云顶、运山、大获、得汉、白帝、钓鱼、苦竹、大良、神臂、子云等山城，移成都府、蓬、阆、洋、夔、合、顺庆府、隆庆府等州府治所于其上。移金州驻扎御前诸军都统制司于大获城，以护蜀口；移沔州驻扎御前诸军都统制司于青居城；兴元府驻扎御前诸军都统制司于钓鱼城，共备内水；利州驻扎御前诸军都统制司于云顶山，以备外水。淳祐三年，四川宋军共与蒙古军大小三十六战。余玠实行轻徭薄赋政策，俞兴又开屯田于成都府（今属四川），经济有所恢复。十一年（1251年）三月，余玠率军北伐，一直进到被蒙古军占领的兴元府（今陕西汉中）。十二年（1252年），又率部西向嘉定府（今四川乐山）抗击南犯的蒙古军，出现了宋元战争爆发四川以来最好的军事、政治、经济形势。
余玠决定在此基础上，逐步清除跋扈的大将，以统一四川的军政。他乘到嘉定府之机，首先将当时也在嘉定的利州驻扎御前诸军都统制王夔处死，派杨成代统其部属。但移驻云顶山（当在今广元境内）的利州驻扎御前诸军都统制司却自行推举统制姚世安接任都统制之职。余玠率部至云顶山下，派新任都统制金某上山任职，姚世安闭关不纳。姚世安又通过避居云顶山现任宰相谢方叔的子侄，向谢方叔诬陷余玠。

## 晚年结局
宝祐元年（1253年）五月，理宗猜疑余玠，决定将他召回。当月，余玠暴卒于重庆府(另有一說是服毒自盡)。六月，诏加资政殿学士。七月，赠官五转。十一月，葬于溧阳荆山。二年（1254年）六月，侍御史吴燧奏论余玠聚敛罔利七罪，诏簿录余玠家财。七月，诏使余玠家财犒师振民。十月，诏削余玠所赠资政殿学士。六年（1258年）十一月，下诏追复官职。

## 家族
- 曾祖：余复明，赠少保
- 祖：余椿年，赠少傅
- 祖母：王氏
- 父：余千里，赠少师
- 母：刘氏，赠国夫人
- 母：徐氏，赠国夫人
- 嫡母：鞏氏，赠国夫人
- 妻：王氏，封国夫人
- 妻：谢氏，封国夫人
- 子：余如孙，改名师忠，承务郎、太社令，四川安抚制置大使主管书写机宜文字，后任大理寺丞，为贾似道所杀
- 女，余氏，适迪功郎、特差监绵州在城商税，权泗州安抚制置大使司书写机宜文字王雅言

## 相關人物
- 杜杲
- 王惟忠

1. ↑  《宋史‧余玠傳》